# L'amor violat
 L'amor violat (títol original: L'Amour violé) és una pel·lícula de França de Yannick Bellon, estrenada el 1978. Ha estat doblada al català.

## Argument
Una dona, infermera a Grenoble, és violada per quatre homes un vespre. Empesa per una amiga, ho denuncia perquè l'afer sigui jutjat davant un tribunal.

## Llocs de rodatge
Rodada principalment a Grenoble, al final de la pel·lícula hi ha escenes curtes de París.
- Auberge de Sainte-Marie-du-Mont (regió de Grenoble)
- Clinica Juliette de Wils (Champigny-sur-Marne)

## Repartiment
- Nathalie Nell: Nicole
- Alain Fourès: Jacques
- Michèle Simonnet: Catherine
- Pierre Arditi: Julien
- Daniel Auteuil: Daniel
- Bernard Granger: Patrick
- Marco Perrin: El pare de Jean-Louis
- Marianne Épin: La dona de Patrick
- Alain Marcel: Jean-Louis
- Gilles Tamiz: René
- Tatiana Moukhine: La mare de Nicole
- Lucienne Hamon: El jutge
- Guylène Péan: L'advocat
- Andrée Damant: La mare de Jean-Louis

## Crítiques
| « | Yannick Bellon sent el despertar sense pal·liatius de les consciències somnolentes, i provocar l'opinió i, un cop donada l'alarma, recórrer metòdicament les peces d'un dossier que vol examinar a fons. L'Amor violat serà una pel·lícula útil, per suscitar el debat, una arma per la lluita en favor de la independència femenina i contra els valors sexistes de la societat on vivim. | » |

| « | D'un costat, hi ha la bellesa en calma dels paisatges. De l'altre, la violència estúpida dels homes. Entre els dos, el silenci de Nicole i la seva mirada. No lluita per venjar-se. | » |